# Bourogne
Bourogne est une commune française située dans le département du Territoire de Belfort, la région culturelle et historique de Franche-Comté et la région administrative Bourgogne-Franche-Comté.
Ses habitants sont appelés les Bourguignons . Le village abrite sur son territoire la base militaire du 1er régiment d'artillerie depuis 1997.

## Géographie
Elle est située à 11 km au sud-est de Belfort sur la route  Belfort-Delle à proximité du point de jonction du canal de la Haute-Saône venant de Ronchamp et de celui du canal du Rhône au Rhin, encore en service. La rivière qui arrose Bourogne est « la Bourbeuse ».

### Climat
Pour des articles plus généraux, voir Climat de la Bourgogne-Franche-Comté et Climat du Territoire de Belfort.
En 2010, le climat de la commune est de type climat de montagne, selon une étude du Centre national de la recherche scientifique s'appuyant sur une série de données couvrant la période 1971-2000. En 2020, Météo-France publie une typologie des climats de la France métropolitaine dans laquelle la commune est exposée à un climat semi-continental et est dans la région climatique  Vosges, caractérisée par une pluviométrie très élevée (1 500 à 2 000 mm/an) en toutes saisons et un hiver rude (moins de 1 °C). 
Pour la période 1971-2000, la température annuelle moyenne est de 9,8 °C, avec une amplitude thermique annuelle de 17,5 °C. Le cumul annuel moyen de précipitations est de 1 160 mm, avec 12,8 jours de précipitations en janvier et 10,4 jours en juillet. Pour la période 1991-2020, la température moyenne annuelle observée sur la station météorologique de Météo-France la plus proche, « Novillard_sapc », sur la commune de Novillard à 6 km à vol d'oiseau, est de 10,7 °C et le cumul annuel moyen de précipitations est de 909,2 mm. 
La température maximale relevée sur cette station est de 38 °C, atteinte le 4 août 2022 ; la température minimale est de −18,1 °C, atteinte le 20 décembre 2009,,. 
Les paramètres climatiques de la commune ont été estimés pour le milieu du siècle (2041-2070) selon différents scénarios d'émission de gaz à effet de serre à partir des nouvelles projections climatiques de référence DRIAS-2020. Ils sont consultables sur un site dédié publié par Météo-France en novembre 2022.

## Urbanisme

### Typologie
Au 1er janvier 2024, Bourogne est catégorisée bourg rural, selon la nouvelle grille communale de densité à sept niveaux définie par l'Insee en 2022.
Elle appartient à l'unité urbaine de Montbéliard, une agglomération inter-départementale regroupant 25  communes, dont elle est une commune de la banlieue,,. Par ailleurs la commune fait partie de l'aire d'attraction de Belfort, dont elle est une commune de la couronne,. Cette aire, qui regroupe 91 communes, est catégorisée dans les aires de 50 000 à moins de 200 000 habitants,.

### Occupation des sols
L'occupation des sols de la commune, telle qu'elle ressort de la base de données européenne d’occupation biophysique des sols Corine Land Cover (CLC), est marquée par l'importance des territoires agricoles (46,3 % en 2018), en diminution par rapport à 1990 (49,4 %). La répartition détaillée en 2018 est la suivante : forêts (36,5 %), prairies (22,5 %), terres arables (13,1 %), zones agricoles hétérogènes (10,8 %), zones industrielles ou commerciales et réseaux de communication (9,1 %), zones urbanisées (6 %), milieux à végétation arbustive et/ou herbacée (2,1 %). L'évolution de l'occupation des sols de la commune et de ses infrastructures peut être observée sur les différentes représentations cartographiques du territoire : la carte de Cassini (XVIIIe siècle), la carte d'état-major (1820-1866) et les cartes ou photos aériennes de l'IGN pour la période actuelle (1950 à aujourd'hui).

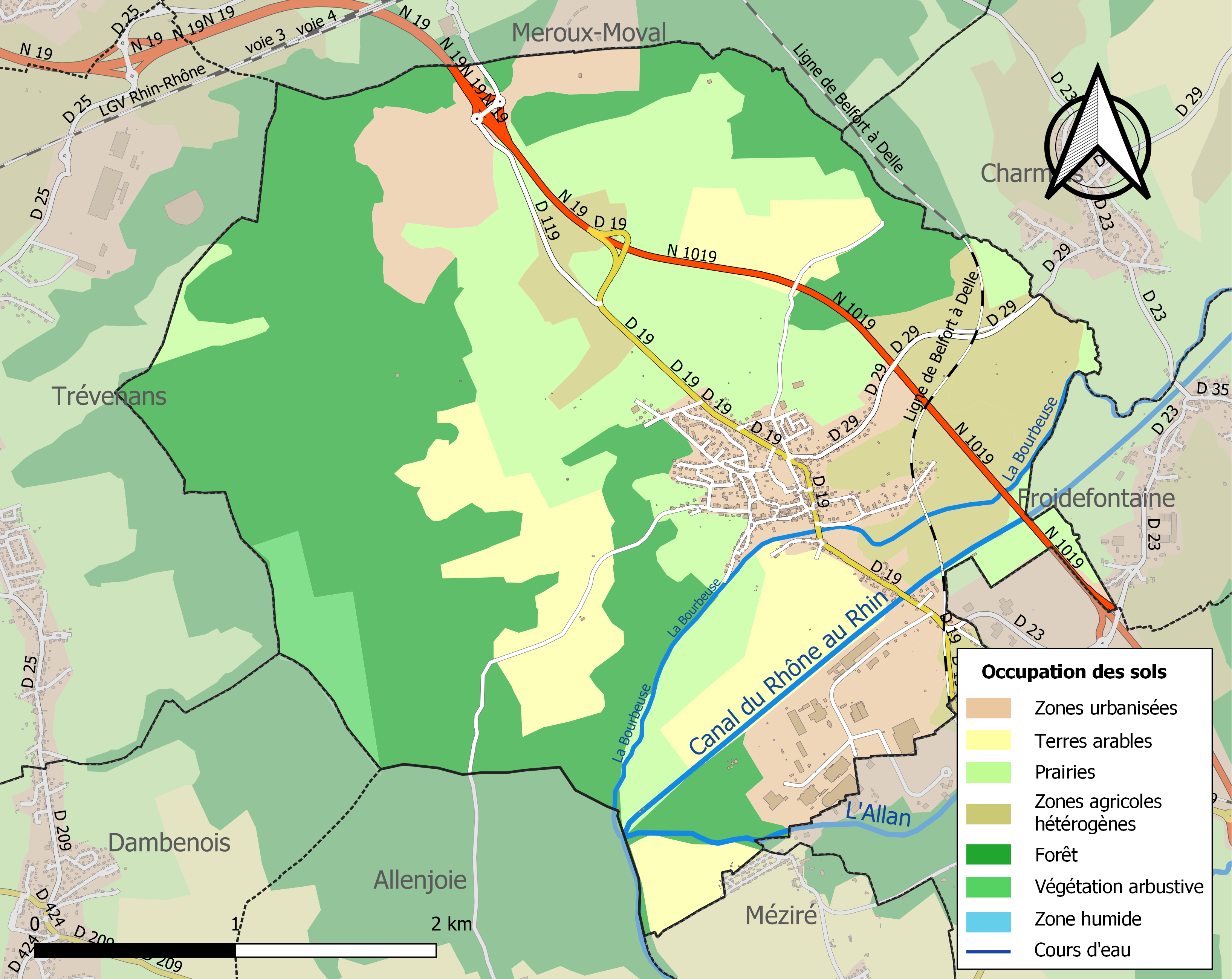
Carte des infrastructures et de l'occupation des sols de la commune en 2018 (CLC).

## Toponymie
- Boronia (1222), Bölle (1303), Boreigne (1325), Bolle (1347), Boloigne/Boroingne/Bouroingne (1655), Bourogne (1793).
- En allemand : Boringen ou Böll[14].

## Histoire

### Faits historiques
L'histoire et le développement de Bourogne sont liés à sa position géographique qui en a fait un lieu de passage fréquenté depuis les temps les plus anciens. La présence de l'homme préhistorique est attestée.

#### Époque gallo-romaine
Les vestiges d'une villa gallo-romaine dont un fragment de mosaïque (conservé au musée de Colmar) ont été retrouvés sous l'église Saint Martin au cours de la réfection du clocher en 1736. Plus récemment, lors de fouilles préventives menées par l'INRAP, des trous de poteaux appartenant à une possible dépendance de la villa en question ont été trouvés rue de la Croze. Ils ont pu être datés du IIIe siècle. Une voie romaine secondaire reliait le site de Bourogne à la voie romaine du Rhin reliant Mandeure (Epomanduodurum) à Augst (Augusta Rauricorum) ou Strasbourg (Argentorate) en passant par Kembs (Cambete). Cette voie secondaire reliait la voie romaine du Rhin à la voie romaine sous-vosgienne venant de Langres (Andemantunnum) passant par Rougemont le Chateau et allant vers Saverne (Tabernis). 

#### Époque mérovingienne
L'époque qui laissa les traces les plus intéressantes est le haut Moyen Âge, avec le vaste cimetière barbare (dit aussi burgonde ou mérovingien) datant des VIIe et VIIIe siècles qui fut fouillé de 1907 à 1909. Au printemps 2004, des fouilles préventives, effectuées à la demande de la municipalité avant l'extension du cimetière, ont permis de découvrir des vestiges importants d'un habitat défensif datant du Ve ou VIe siècle. Les fondations de deux ateliers d'artisans et de trois fours à chaux ainsi que des traces d'occupation datant de l'âge du bronze ont été mis au jour. 

#### Moyen-âge
La première mention du nom du village Boronia date de 1150. Jusqu'en 1347, le village est partagé entre le comté de Montbéliard et celui de comté de Ferrette, la Bourbeuse formant la limite entre les deux domaines. À cette époque aurait existé un château à Boringen nom germanisé de ce fief des Brinighoffen, vassaux du comte de Ferrette.
Au mois de septembre 1676, l'armée du général Duplessis-Pralin stationna à Bourogne avant la prise de Montbéliard le 8 novembre.
À la fin des Cent-Jours, le 2 juillet 1815, les troupes du 8e corps d'observation du Jura, commandées par le général Lecourbe, affrontèrent les armées autrichiennes.
Pendant la guerre de 1870, le quartier général prussien était établi à Bourogne.
Le quartier Ailleret (terrain militaire des Fougerais) abrite le 1er régiment d'artillerie depuis 1997.

### Héraldique
Bourogne possède son propre blason, il est « d'azur à un mouton d'argent » surmonté de la lettre B. Il a été ratifié par la commission d'héraldique du 24 janvier 1959. Il se rapporte à l'influence qu'a revêtue  autrefois l'importance de l'élevage des ovins sur le territoire de la commune.
| Armes de Bourogne | Les armes peuvent se blasonner ainsi : d'azur au mouton passant d'argent, surmonté de la lettre B capitale d'or. |

## Politique et administration

### Administration territoriale
La commune est rattachée successivement au canton de Delle, puis à celui de Grandvillars en 1970 et enfin à celui de Châtenois-les-Forges depuis 2015.

### Liste des maires

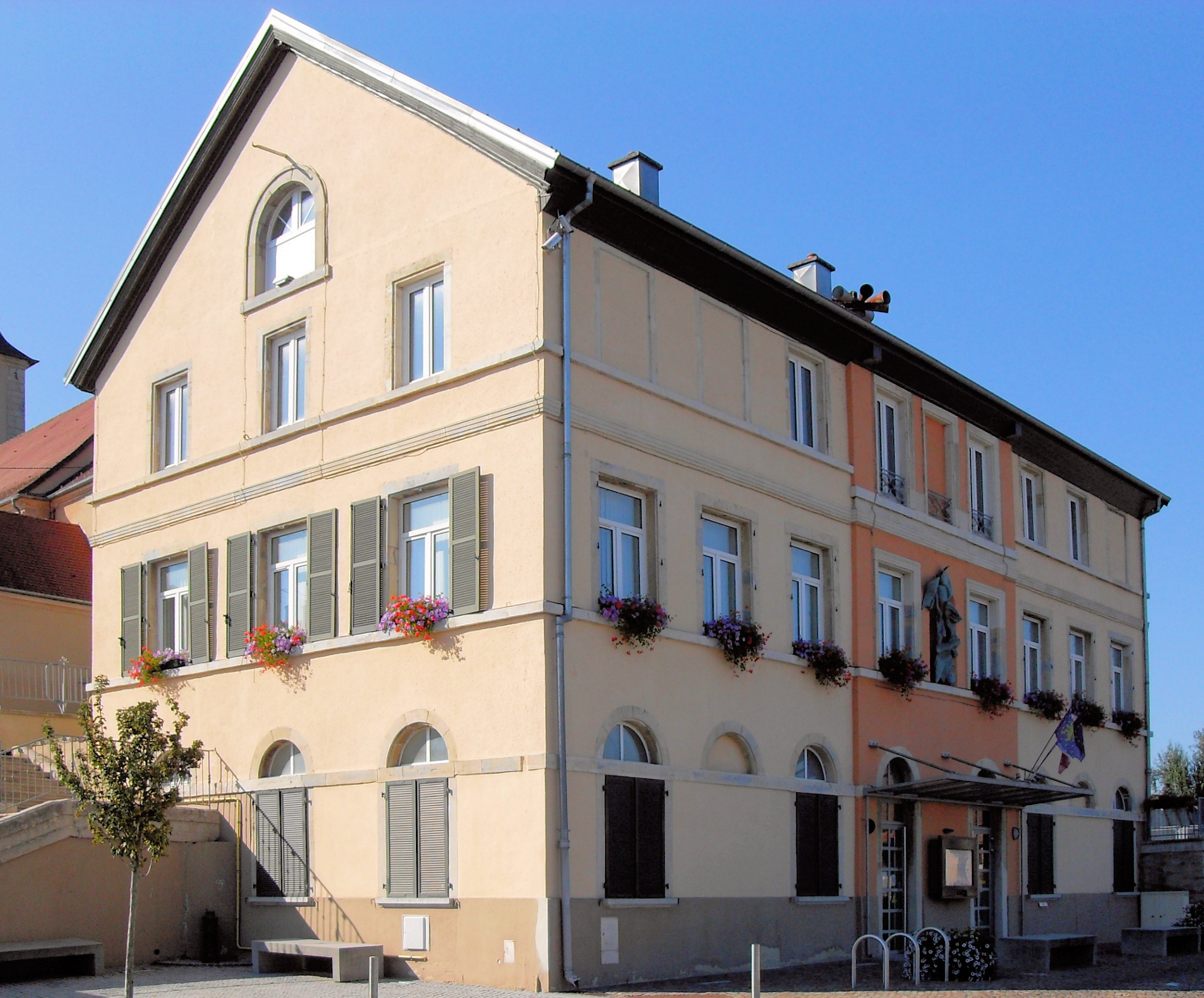
La mairie.

| Période                                  | Période     | Identité            | Étiquette | Qualité |
| ---------------------------------------- | ----------- | ------------------- | --------- | ------- |
| Les données manquantes sont à compléter. |             |                     |           |         |
| 1953                                     | 1971        | Louis Thomas        |           |         |
| mars 1971                                | mars 1995   | Léon Mougin         | PS        |         |
| mars 2001                                | mars 2008   | Jean Liborio        |           |         |
| mars 2008                                | 26 mai 2020 | Jean-François Roost | PS        |         |
| 26 mai 2020                              | En cours    | Baptiste Guardia    |           |         |

## Population et société

### Démographie
L'évolution du nombre d'habitants est connue à travers les recensements de la population effectués dans la commune depuis 1793. Pour les communes de moins de 10 000 habitants, une enquête de recensement portant sur toute la population est réalisée tous les cinq ans, les populations de référence des années intermédiaires étant quant à elles estimées par interpolation ou extrapolation. Pour la commune, le premier recensement exhaustif entrant dans le cadre du nouveau dispositif a été réalisé en 2006.

En 2022, la commune comptait 1 737 habitants, en évolution de −8,77 % par rapport à 2016 (Territoire de Belfort : −2,78 %, France hors Mayotte : +2,11 %).
| 1793 | 1800 | 1806 | 1821 | 1831 | 1836 | 1841 | 1846 | 1851 |
| ---- | ---- | ---- | ---- | ---- | ---- | ---- | ---- | ---- |
| 339  | 615  | 638  | 627  | 673  | 715  | 898  | 907  | 928  |

| 1856 | 1861 | 1866 | 1872 | 1876  | 1881  | 1886  | 1891 | 1896  |
| ---- | ---- | ---- | ---- | ----- | ----- | ----- | ---- | ----- |
| 876  | 926  | 905  | 892  | 1 120 | 1 031 | 1 029 | 954  | 1 014 |

| 1901 | 1906 | 1911 | 1921 | 1926 | 1931 | 1936 | 1946 | 1954 |
| ---- | ---- | ---- | ---- | ---- | ---- | ---- | ---- | ---- |
| 899  | 802  | 805  | 646  | 646  | 632  | 648  | 578  | 770  |

| 1962 | 1968 | 1975 | 1982  | 1990  | 1999  | 2006  | 2011  | 2016  |
| ---- | ---- | ---- | ----- | ----- | ----- | ----- | ----- | ----- |
| 838  | 845  | 906  | 1 216 | 1 353 | 1 422 | 1 887 | 1 974 | 1 904 |

| 2021  | 2022  | - | - | - | - | - | - | - |
| ----- | ----- | - | - | - | - | - | - | - |
| 1 792 | 1 737 | - | - | - | - | - | - | - |

### Santé
L'hôpital le plus proche est l'hôpital Nord Franche-Comté situé dans la commune voisine de Trévenans,.

## Économie
Le bourg a commencé à se développer tout doucement à partir de la mise en service de son port fluvial sur le canal du Rhône au Rhin commencé sous le Premier Empire et ouvert en 1833 et de la voie de chemin de fer Belfort-Delle vers 1876 mais c'est la création  de la zone industrielle, au début des années 1970, qui fit du village agricole une petite ville riche de son industrie.

## Culture et patrimoine

### Lieux et monuments

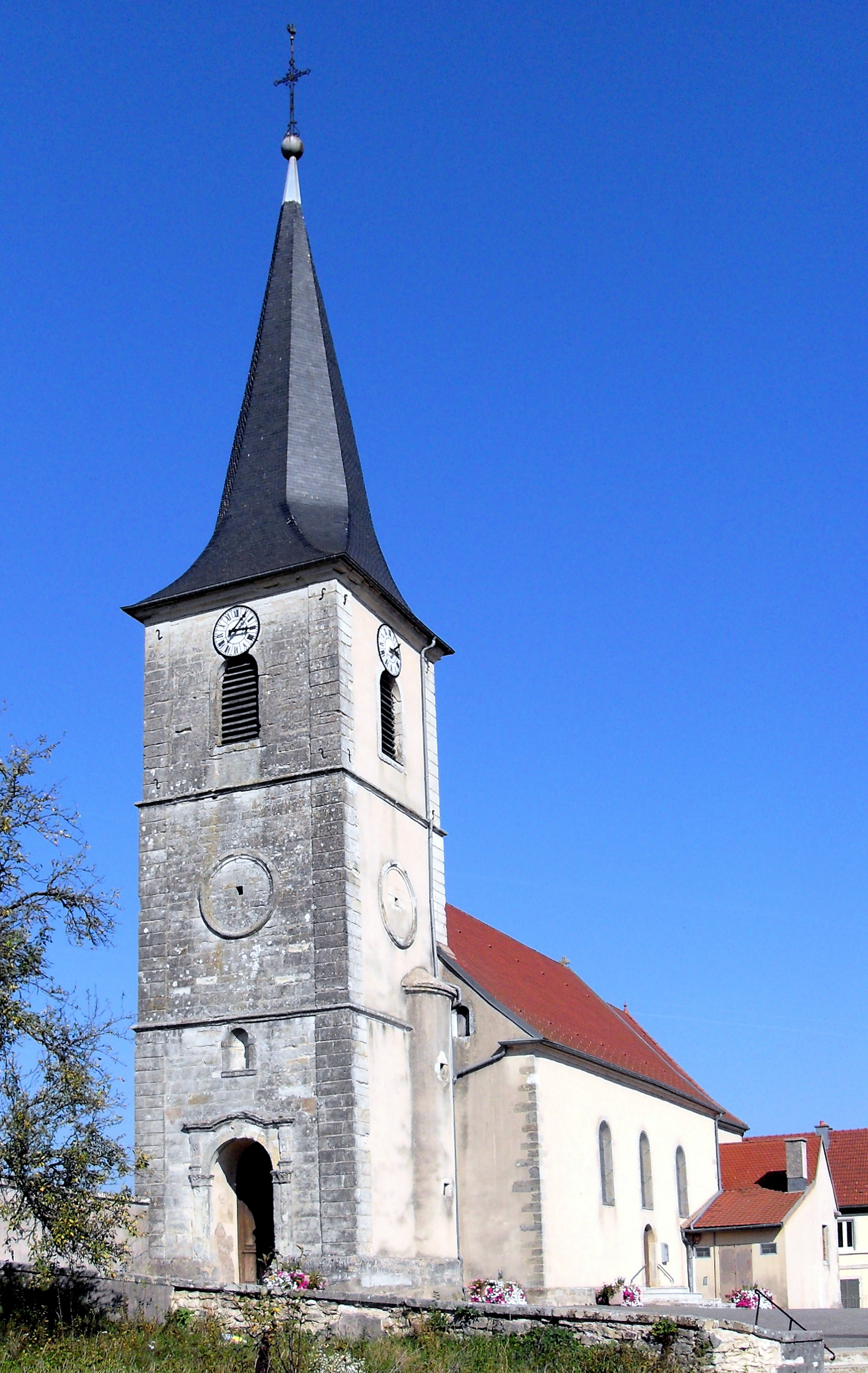
L'église Saint-Martin.

- L'église Saint-Martin, déjà citée en 1222 a été reconstruite en 1735.
- Trois lavoirs ou fontaines-lavoir inscrites au titre des monuments historiques: Fontaine-lavoir du corps de garde (inscrit en 1980), fontaine-lavoir du château (inscrit en 1980) et lavoir du Bernardot (inscrit en 2010).
- De nombreux sites de fouilles archéologiques sont présents sur la commune.

### Patrimoine culturel
L'Espace Multimédia Gantner (EMG), qui est un centre consacré aux cultures multimédias, numériques et à la sensibilisation à l'art contemporain, fut créé, à l'origine, dans une ancienne ferme rénovée pour abriter la collection de lithographies dont le peintre Bernard Gantner a fait don à la commune de Bourogne. Il est conventionné Centre d’Art Contemporain par le ministère de la Culture depuis 2012.
Ses missions en font un lieu de vie culturelle bien ancré dans le quotidien du village, tout en ayant une programmation artistique exigeante.
L'Espace multimédia Gantner propose ainsi à tous les publics une exploration de la culture numérique à travers différentes activités : Expositions, concerts, ateliers multimédia, ressources documentaires, ressources en ligne…
L'Espace multimédia Gantner est soutenu par le Ministère de la Culture et de la Communication, la Direction Régionale des Affaires Culturelles de Franche-Comté, la Région Franche-Comté et la commune de Bourogne.
Le foyer rural Léon-Mougin, du nom d'un ancien maire (durant 30 ans) qui en fut le fondateur, comporte de nombreuses sections qui animent ce petit village de l'est de la France.

## Galerie

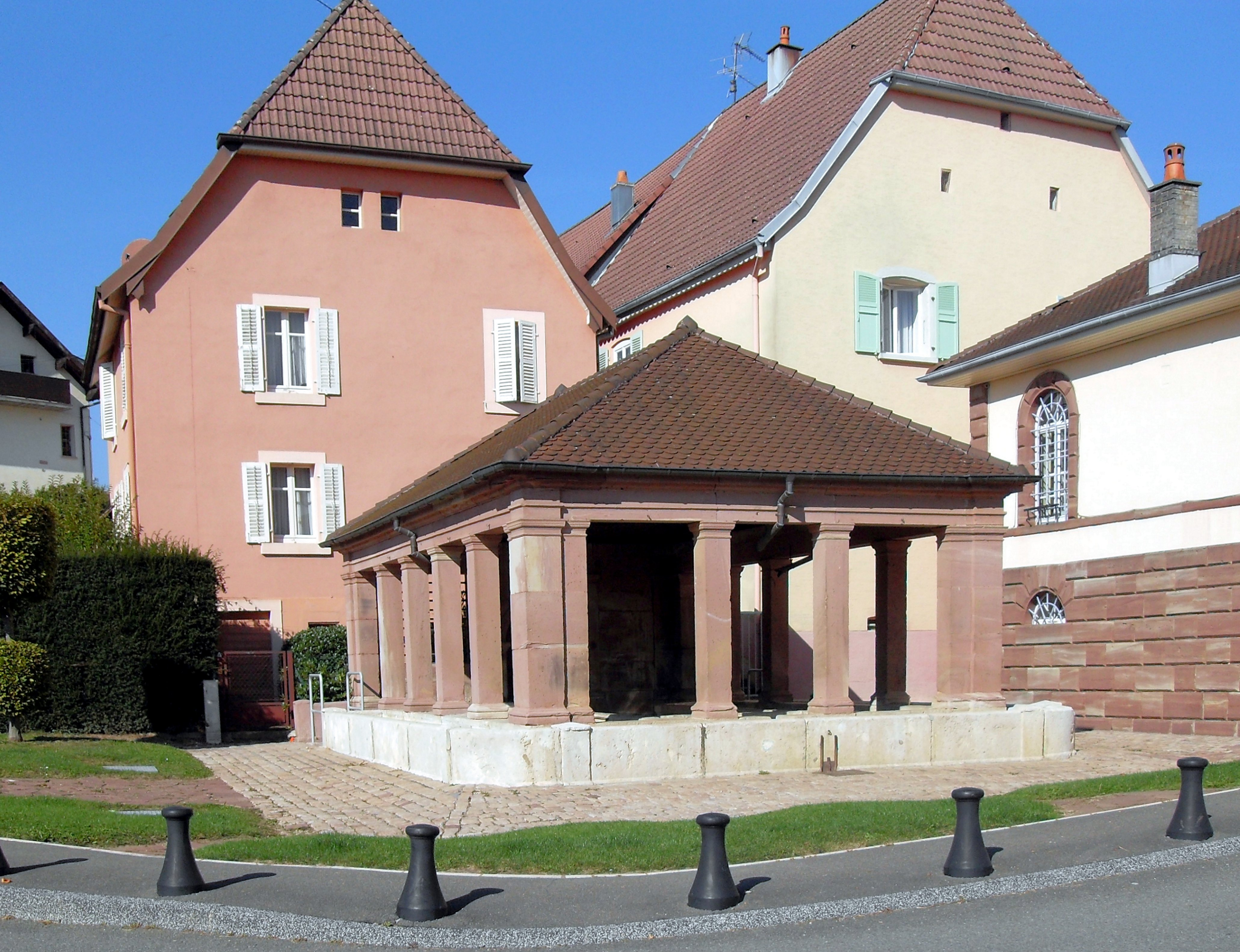
Lavoir du corps de garde.
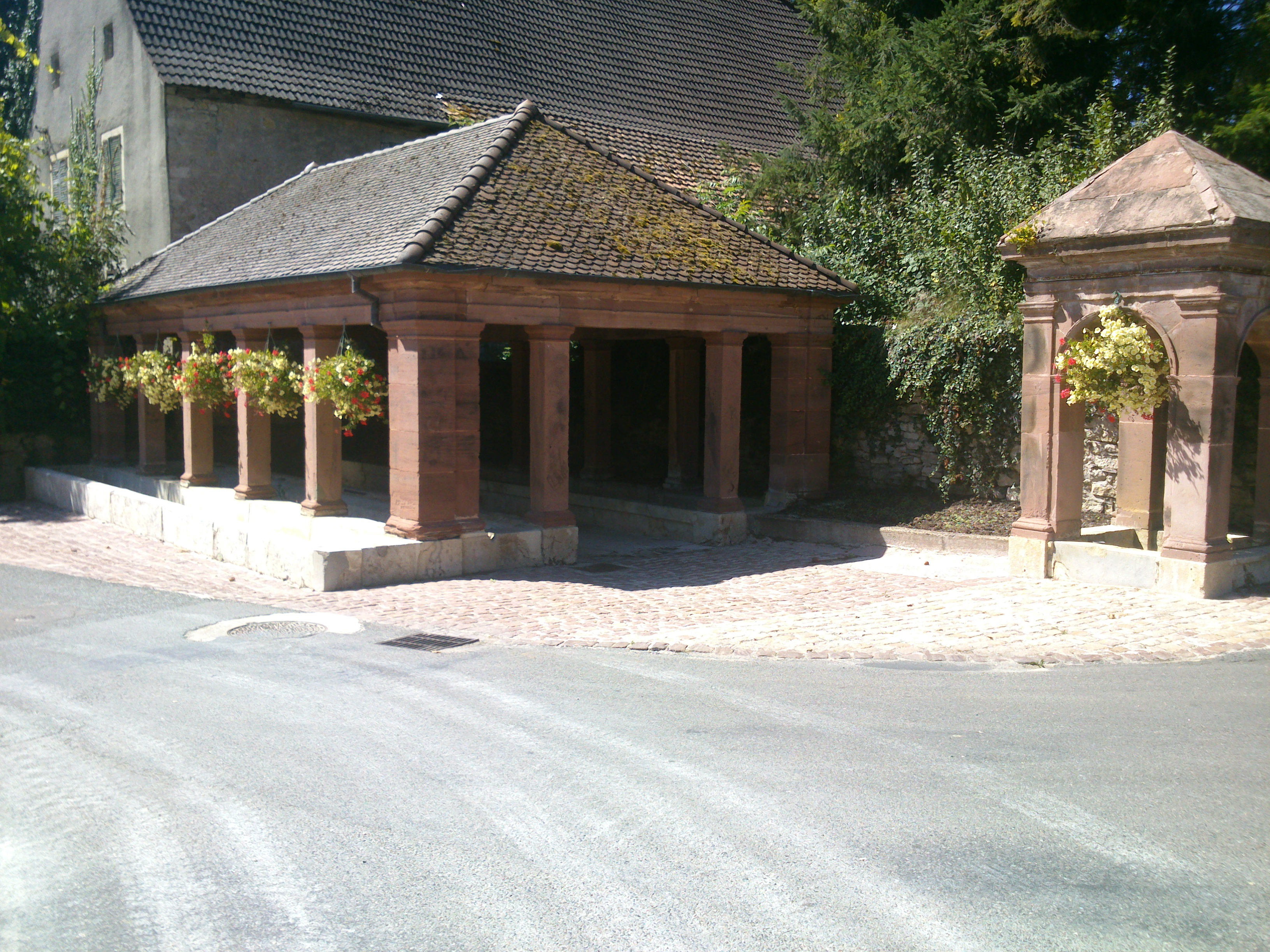
Fontaine-lavoir du château.
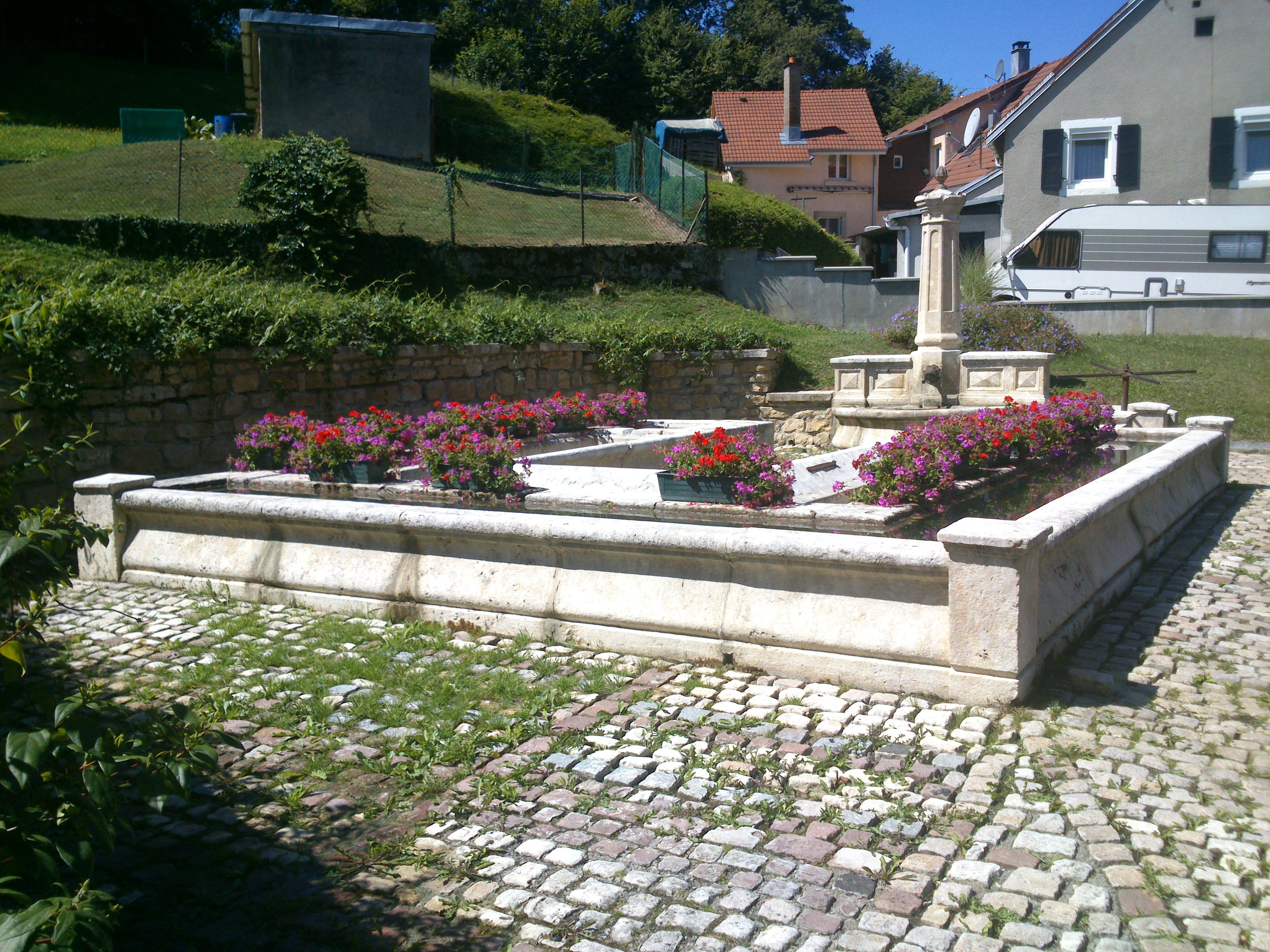
Lavoir du Bernardot.

## Pour approfondir